# Hípica als Jocs Olímpics d'estiu de 1920 - Salts d'obstacles per equips
Els salts d'obstacles per equips van ser una de les set proves d'hípica que es van disputar als Jocs Olímpics d'Estiu de 1920, a Anvers. La competició es va disputar el 12 de setembre de 1920, amb la participació de 20 genets procedents de 5 nacions diferents.
En la competició hi prenien part quatre genets per nació. Els millors tres resultats de la prova individual eren vàlids per a la classificació final.

## Medallistes
| Or | Plata | Bronze |
| SuèciaClaës König i Tresor · Hans von Rosen i Poor Boy · Daniel Norling i Eros II · Frank Martin i Kohort | BèlgicaHenri Laame i Biscuit · André Coumans i Lisette · Herman d'Hestroy i Miss · Herman d'Oultromont i Lord Kitchener | ItàliaEttore Caffaratti i Tradittore · Alessandro Alvisi i Raggio di Sole · Giulio Cacciandra i Fortunello · Carlo Asinari i Varone |

## Classificació final
| Pos.   | Nació        | Binomi                       | Binomi         | Penalitacions Ind. | Total |
| Pos.   | Nació        | Genet                        | Cavall         | Penalitacions Ind. | Total |
| ------ | ------------ | ---------------------------- | -------------- | ------------------ | ----- |
| Or     | Suècia       | Claës König                  | Tresor         | 2,00               | 14,00 |
| Or     | Suècia       | Hans von Rosen               | Poor Boy       | 6,00               | 14,00 |
| Or     | Suècia       | Daniel Norling               | Eros II        | 6,00               | 14,00 |
| Or     | Suècia       | Frank Martin                 | Kohort         | 10,00              | 14,00 |
| Plata  | Bèlgica      | Henri Laame                  | Biscuit        | 2,75               | 16,25 |
| Plata  | Bèlgica      | André Coumans                | Lisette        | 5,25               | 16,25 |
| Plata  | Bèlgica      | Herman de Gaiffier d'Hestroy | Miss           | 8,25               | 16,25 |
| Plata  | Bèlgica      | Herman d'Oultromont          | Lord Kitchener | 30,00              | 16,25 |
| Bronze | Itàlia       | Ettore Caffaratti            | Tradittore     | 1,50               | 18,75 |
| Bronze | Itàlia       | Alessandro Alvisi            | Raggio di Sole | 6,25               | 18,75 |
| Bronze | Itàlia       | Giulio Cacciandra            | Fortunello     | 11,00              | 18,75 |
| Bronze | Itàlia       | Carlo Asinari                | Varone         | 33,00              | 18,75 |
| 4      | França       | Auguste de Laissardière      | Othello        | 7,50               | 34,75 |
| 4      | França       | Henri Horment                | Dignité        | 13,25              | 34,75 |
| 4      | França       | Théophile Carbon             | Incas          | 14,00              | 34,75 |
| 4      | França       | Pierre Le Moyne              | Flirt          | 14,00              | 34,75 |
| 5      | Estats Units | Harry Chamberlin             | Nigra          | 9,00               | 42,00 |
| 5      | Estats Units | Karl Greenwald               | Moses          | 12,00              | 42,00 |
| 5      | Estats Units | Vincent Erwin                | Joffre         | 21,00              | 42,00 |
| 5      | Estats Units | Sloan Doak                   | Rabbit Red     | DNF                | 42,00 |